# 64. Sinfonie (Haydn)
Die Sinfonie A-Dur Hoboken-Verzeichnis I:64 komponierte Joseph Haydn wahrscheinlich im Jahr 1773 während seiner Anstellung als Kapellmeister beim Fürsten Nikolaus I. Esterházy. Das Werk wird manchmal mit dem Beinamen „Tempora mutantur“ bezeichnet.

## Allgemeines

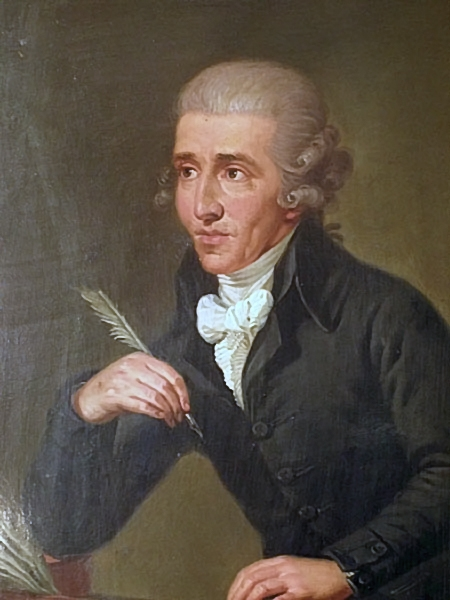
Joseph Haydn (Gemälde von Ludwig Guttenbrunn, um 1770)

Die Sinfonie Nr. 64 komponierte Haydn wahrscheinlich im Jahr 1773 während seiner Anstellung als Kapellmeister beim Fürsten Nikolaus I. Esterházy. In den 1960er Jahren wurde eine aus Haydns Umkreis stammende Stimmenabschrift entdeckt, die auf dem Umschlag die Beschriftung „Sinfonia in A. / tempora mutantur etc.“ trägt. Die lateinischen Wörter sind der Anfang eines Epigramms des Shakespeare-Zeitgenossen John Owen, der vor allem als Verfasser lateinischer, meist pessimistischer Epigramme bekannt wurde.

„Tempora mutantur, nos et mutamur in illis. Quomodo? Fit semper tempore peior homo. (Die Zeiten ändern sich, und wir ändern uns in ihnen. Wieso? Der Mensch wird schlechter, wie die Zeiten schlechter werden.)“

Der Umschlag mit der Beschriftung gehörte offenbar ursprünglich zu einem anderen Stimmensatz, es ist daher nicht sicher, ob sich die Beschriftung auf die Sinfonie Nr. 64 bezieht. Der exzentrische Charakter des Largo hat zu der Vermutung geführt, es handele sich um ein Stück der angeblich von Haydn komponierten Bühnenmusik zu Shakespeares Hamlet, den die Schauspieltruppe von Carl Wahr in der Saison 1773/1774 in Pressburg aufführte. Der Hintergrund des Largo soll demnach Hamlets zentraler Ausspruch „The time is out of joint. O cursed spite / that ever I was born to set it right“ sein, wodurch sich auch eine Beziehung zur Beschriftung „tempora mutantur“ herstellen lasse, indem das Largo eine Studie über „time out of joint“ auf musikalischer Ebene sei. Aufführungen des Hamlet sind jedoch für Esterháza für 1773 und 1774 nicht bezeugt, und es ist unklar ob Haydn wirklich eine Hamlet-Musik geschrieben hat. Ebenso unsicher sind Versuche, den Text mit dem Anfangsthema des vierten Satzes zu unterlegen. Nach einer weiteren Ansicht kann „die Authentizität des Beinamens, der sonst nirgends überliefert ist, (…) ausgeschlossen werden. Alle Versuche, das lateinische Motto zur Musik in Beziehung zu setzen, sind folglich hinfällig.“

## Zur Musik
Besetzung:  zwei Oboen, zwei Hörner, Fagott, zwei Violinen, Viola, Cello, Kontrabass. Zur Verstärkung der Bass-Stimme wurde damals auch ohne gesonderte Notierung ein Fagott eingesetzt. Über die Beteiligung eines Cembalo-Continuos in Haydns Sinfonien bestehen unterschiedliche Auffassungen.
Aufführungszeit:  ca. 20 Minuten (je nach Einhalten der vorgeschriebenen Wiederholungen).
Bei den hier benutzten Begriffen der Sonatensatzform ist zu berücksichtigen, dass dieses Schema in der ersten Hälfte des 19. Jahrhunderts entworfen wurde (siehe dort) und von daher nur mit Einschränkungen auf die Sinfonie Nr. 64 übertragen werden kann. – Die hier vorgenommene Beschreibung und Gliederung der Sätze ist als Vorschlag zu verstehen. Je nach Standpunkt sind auch andere Abgrenzungen und Deutungen möglich.

### Erster Satz: Allegro con spirito
A-Dur, 4/4-Takt, 151 Takte

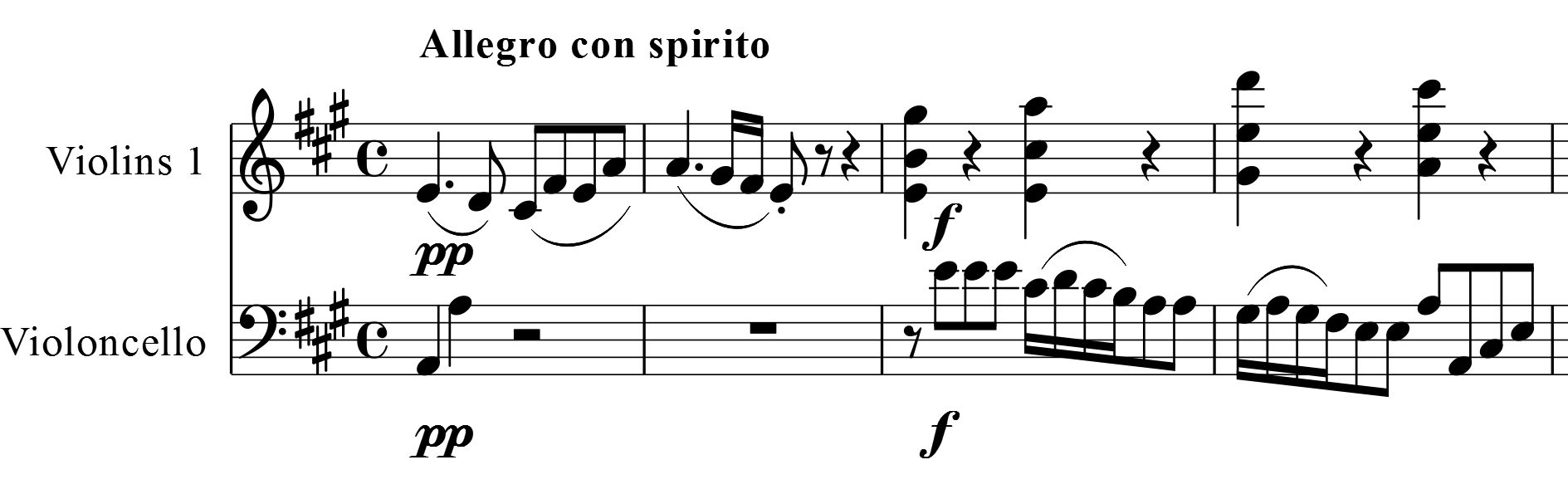
Beginn des Allegro con spirito

Das erste Thema ist als Kontrastthema aus einer sanglich-lyrischen Piano-Figur der Streicher mit punktiertem Rhythmus sowie einer Abfolge von vier Forte-Akkordschlägen des ganzen Orchesters aufgebaut (ähnlicher Beginn z. B. bei der Sinfonie Nr. 75, dynamisch umgekehrt mit anfänglichem Forte-Motiv z. B. bei der Sinfonie Nr. 44). Die Figur von Viola und Bass in Takt 3 und 4 mit Tonrepetition und Sechzehntel-Doppelschlag („Doppelschlagmotiv“) ist für den weiteren Satzverlauf prägend, teilweise als Variante (Sechzehntelfigur ohne Doppelschlag oder in Triolen). Bereits in der an das Thema anschließenden Passage ist es dominierend, zunächst in den Oberstimmen, später auch in den Unterstimmen. Die Passage ist weiterhin anfangs durch ihre Harmoniewechsel, die dynamischen sowie die rhythmischen Kontraste (Synkopen) gekennzeichnet. Zwischen der Verarbeitung des Doppelschlagmotivs tritt ein weiteres Motiv mit Tonleiterlauf auf, anfangs abwärts (ab Takt 25) dann – unterbrochen vom Tremolo der Violinen – aufwärts (Takt 35). Der Rhythmus der Violinenfigur in Takt 36 erinnert an den Kopf vom ersten Thema. Die Passage schließt mit in halben Noten chromatisch aufsteigender Kadenz in der Dominante E-Dur. Das Doppelschlagmotiv als Triolen-Variante führt dann zum zweiten Thema (ab Takt 49, E-Dur), wo die stimmführende 1. Violine und die Viola piano eine romantisch-chromatische Melodie spielen, die mit ihren Dur-Moll – Schattierungen an die Musik von Franz Schubert erinnert. Die Schlussgruppe ab Takt 58 wiederholt die Kadenz mit der in halben Noten aufsteigenden Linie und beendet die Exposition mit dem Doppelschlagmotiv.
Zu Beginn der Durchführung wird der Kopf vom ersten Thema mit dem Doppelschlagmotiv konfrontiert, ab Takt 77 greift Haydn die Triolen-Variante vom Doppelschlagmotiv auf, die in eine Tremolo-Klangfläche mit energischer Oktavsprung-Bassfigur mündet. Der Musikfluss verlangsamt sich nach wenigen Takten und kommt im Pianissimo zum Stehen. Das erste Thema setzt dann in der Subdominante D-Dur an, gefolgt von weiteren Verarbeitungen des Doppelschlagmotivs im Wechsel von Ober- und Unterstimmen, den Oktavsprung-Figuren sowie weiteren Harmoniewechseln (Takt 98 Doppelschlagmotiv in der Tonikaparallelen fis-Moll).
Die Reprise ab Takt 101 ist ähnlich der Exposition strukturiert, allerdings treten die Oboen im verkürzten ersten Thema solistisch hervor, ebenso ist der Beginn der Passage nach dem ersten Thema gegenüber der Exposition verkürzt. Durchführung und Reprise werden ebenso wie die Exposition wiederholt.

### Zweiter Satz: Largo
D-Dur, 3/4-Takt, 108 Takte

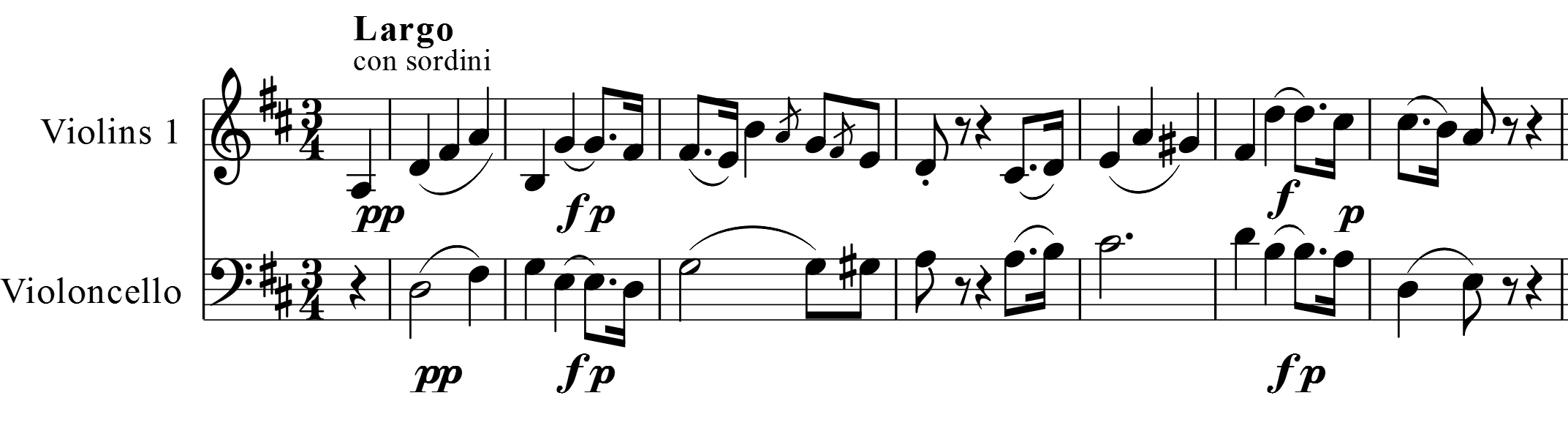
Beginn des Largo

Das Largo ist in freier Form komponiert. Etwa bis zur Mitte ist der Satz nur für Streicher gehalten (Violinen spielen mit Dämpfer), danach beteiligen sich auch die Bläser. Ein Thema wird viermal mit leichten Veränderungen in der Tonika D-Dur wiederholt, eingeschaltet sind zwei „Zwischenspiele“ mit starken dynamischen und harmonischen Kontrasten. Das „hymnische“ Thema beginnt mit seinem kennzeichnenden aufsteigenden Dreiklang. Die dynamischen Kontraste (pianissimo bis forte) sowie der von Pausen unterbrochene Melodiefluss sind auch für den weiteren Satzverlauf charakteristisch. Die Pausen treten dabei auch an Stellen auf, „wo der harmonische Gang eine solche Unterbrechung in keiner Weise erwarten läßt.“

„Auch sonst wirkt der Satz durch immer wieder eintretende Stockungen und Pausen wie zerrissen, ebenso durch die plötzlichen Fortissimo-Ausbrüche (T. 59, 76, 79), in schärfstem Gegensatz zu ganz zurückgenommenen Pianissimo-Stellen: ein Reichtum dynamischer Kontraste, wie sie kaum ein anderer langsamer Satz aufzuweisen hat.“

- Zu Beginn wird ein ausführliches Thema von den Streichern vorgestellt (Takt 1 bis 16), das Thema wird anschließend vollständig wiederholt (Takt 17 bis 32). Es ist bis auf wenige Stellen  pianissimo bis piano gehalten.
- Das Zwischenspiel 1 (Takt 33 bis 67) besteht aus zwei Hälften: Die erste Hälfte ist wiederum bis auf wenige Akzente piano bis pianissimo gehalten, ihre Schlusswendung ab Takt 43 entspricht der Schlusswendung vom Thema. Die zweite Hälfte ab Takt 47 wiederholt zunächst den Beginn der ersten, steigert sich dann aber mit dem Oboeneinsatz ab Takt 57 bis zum Fortissimo nach g-Moll, wo abrupt die Dynamik mit Einsatz des Horns wieder ins Piano zurückgenommen wird.
- Eine ausholende, chromatische Geste der 1. Violine führt zum dritten Auftritt des Hauptthemas in D-Dur in Takt 68, nun mit Bläserbeteiligung. Bereits nach sieben Takten bricht das Thema jedoch ab und geht abrupt über in
- das Zwischenspiel 2 (Takt 76 bis 90) ohne den Musikfluss unterbrechende Pausen. Seine erste Hälfte enthält flächige dynamische Kontraste. Die dreimal auftretenden ausholenden Gesten der 1. Violine erinnern an die Überleitung zum dritten Auftritt des Themas.
- Auch der vierte Themenauftritt (ab Takt 91, wiederum mit Bläsern) bleibt wie der dritte unvollständig. Seine Wendung aus Takt 4 und 5 wird wiederholt und geht dann nach zwei kontrastierenden Forte-Akkordschlägen in ein Ausklingen des Satzes im Pianissimo mit Dur-Moll-Schattierungen über. Dabei ergreifen erst das 1. Horn, dann die Oboen von den Violinen die Stimmführung, während das 2. Horn und Bass mit Liegetönen in sehr tiefer Lage begleitet.

„In seinem weiten melodischen Atem, in der Feinheit der harmonischen und dynamischen Schattierungen läßt dieses Largo schon die langsamen Sätze der Pariser und Londoner Sinfonien ahnen; es demonstriert zugleich auf exemplarische Weise Haydns Kunst, durch Pausen Spannung zu erzielen (…).“

„Über diesen außergewöhnlichen Symphoniesatz könnte man einen ganzen Artikel schreiben. Ich erwähne hier nur die Unfähigkeit, musikalische Phrasen richtig zu vollenden, und seine Diskontinuität hinsichtlich Material, Dynamik und Register, die Verweigerung, eine klar verständliche Form zu erzielen und vor allem sein absichtlich seltsamer und fast unzusammenhängender Schluss.“

„Was bleibt, ist ein (…) exzessives Spiel mit vielfach in sich kontrastierenden motivischen Gesten (geschlossene Melodik und Thematik fehlen ganz), metrischen Verschiebungen und aufgeschobenen Kadenzen (…). Die dreiteilige Form ist kaum zu erkennen, zumal die „Reprise“ durch erschreckende fortissimo-Ausbrüche verfremdet ist; den Schluß bildet, stockend und metrisch völlig entgleist, die Auflösung aller motivischen Kontur. Es ist überdeutlich, daß es sich um einen extrem rhetorischen Satz handelt – aber wovon er spricht, ist nicht zu verbalisieren. Es ist ein Drama der Motive, ein musikalisches Drama in musikalischer Terminologie.“

### Dritter Satz: Allegretto
A-Dur, 3/4-Takt, mit Trio 48 Takte
Das Menuett ist durch seinen lombardischen Rhythmus, die großen Intervallsprünge und die Trillerfiguren gekennzeichnet, lediglich im Mittelteil dominiert gleichmäßige, abgesetzte Achtelbewegung. Die Anfänge vom ersten und zweiten Menuetteil sind nur für Streicher gehalten. Als  Schlusswendung des Menuetts wiederholt Haydn die Anfangstakte – nun aber mit veränderter Dynamik: piano und mit schließenden Forte-Akkordschlägen.
Im Trio (ebenfalls A-Dur) wechseln sich die solistischen Oben mit den Hörnern in einem Dialog mit den Streichern ab. Ungewöhnlich ist der unerwartet und abrupt einsetzende, verschleierte Übergang vom Moll-Mittelteil zur Rückkehr des Anfangsthemas.

### Vierter Satz: Presto
A-Dur, 2/2-Takt (alla breve), 198 Takte
Auch das Presto hat (ähnlich wie das Largo) eine ungewöhnliche Struktur. Der Satz besteht aus drei Themen, die unerwartet und schroff miteinander abwechseln. Der Satzanfang erinnert an ein Rondothema, wo zunächst ein zweiteiliges Ritornell vorgestellt wird. Beide Teile sind periodisch aufgebaut: Der erste, sangliche Teil („Thema A“) besteht aus zwei Sechstaktern, er ist nur für Streicher im Piano gehalten. Der zweite Teil („Thema B“) für das ganze Orchester mit charakteristischer pendelartigen Achtelbewegung besteht aus zwei Viertaktern. Beiden Teilen gemeinsam ist, dass jede Phrase mit einem „merkwürdigen, unbegleiteten Nachschlag“ der 1. Violine endet.
Ab Takt 21 wird Thema B in der Dominante E-Dur weitergeführt. Das Geschehen bricht aber plötzlich als Generalpause ab, gefolgt von Thema A in E-Dur, auf das ebenso abrupt ein neues, „dramatisches“ Forte-Thema aus raketenartig aufsteigenden Moll-Akkorden im Forte folgt („Thema C“). Danach werden Thema A und B in A-Dur wiederholt. In Takt 79 folgt wiederum ein abrupter Wechsel nach fis-Moll zu einer längeren Passage mit Thema C im Fortissimo. In Takt 113 ist dann wieder die Tonika A-Dur mit Thema A erreicht, das als Variante in a-Moll wiederholt wird, anschließend zeigen sich Ansätze von Mehrstimmigkeit.
Nach der Wiederholung von Thema A und B (beide in A-Dur) hat Haydn ans Satzende eine Coda gestellt, die nach erstem Anlaufen ins Stocken gerät, den Kopf von Thema A im Pianissimo verebben lässt und dann den Satz als Fortissimo-Tusch abschließt.